# Jerzy Bartnik (żołnierz AK)
Jerzy Antoni Bartnik, ps. Magik, Drzewo, Korona (ur. 25 stycznia 1930 w Warszawie, zm. 13 grudnia 2011 tamże) – kapitan Wojska Polskiego, żołnierz Armii Krajowej, powstaniec warszawski, kawaler Orderu Virtuti Militari, najmłodszy żołnierz AK nagrodzony tym orderem.

## Życiorys

### Wczesne lata
Urodził się w rodzinie Edmunda Władysława Antoniego (zm. 1939) i Ireny z domu Borysoglebskiej. Miał siostrę Marię Teresę ps. Diana, która była łączniczką w batalionie „Parasol”. Był spokrewniony z Wojciechem Olbrychtem i Krystyną Witecką z domu Olbrycht, żołnierzami Zgrupowań Partyzanckich Armii Krajowej „Ponury” poprzez babkę Zofię Słońską.
Od 1935 mieszkał z rodzicami w Gdyni, gdzie rozpoczął edukację w prywatnej szkole „Radosna”, nauczył się biegle posługiwać językiem niemieckim. Przed II wojną światową wstąpił do Związku Harcerstwa Polskiego. W czerwcu 1939 po ukończeniu 5 klasy szkoły podstawowej wyjechał na obóz harcerski. Pod koniec sierpnia ojciec wysłał rodzinę do Warszawy, a sam pozostał w Gdyni.

### Okupacja
Po wybuchu wojny i zajęciu miasta przez Niemców jego ojciec został aresztowany, a następnie rozstrzelany. Po tym wydarzeniu jego matka przeniosła się do Zielonki pod Warszawą. W tym czasie Jerzy uczył się w szkole ojców Marianów na warszawskiej Pradze.
W willi w Zielonce, w której mieszkali, produkowano części do granatów. W 1943 w wyniku donosu zostali aresztowani i przewiezieni na al. Szucha. Staraniem babki Jerzy z siostrą zostali wypuszczeni, a ich matka i jej siostra zostały wysłane do obozu koncentracyjnego Auschwitz. Babka przeniosła dzieci do wsi Kleszczyny pod Suchedniowem. 

### Partyzantka i konspiracja
Od 10 sierpnia 1943 Jerzy Bartnik służył w oddziałach AK dowodzonych przez „Ponurego”. Początkowo walczył w plutonie porucznika Jerzego Oskara Stefanowskiego ps. Habdank w I Zgrupowaniu Zgrupowań Partyzanckich AK „Ponury”. Był najmłodszym żołnierzem świętokrzyskich zgrupowań. 16 września 1943 brał udział w bitwie na Barwinku. W tym samym miesiącu został awansowany do stopnia starszego strzelca. Prawdopodobnie 12 stycznia 1944 został przez „Ponurego” odesłany do Warszawy.
Po powrocie do Warszawy początkowo był kurierem AK, którego wysłano do Florencji. W połowie 1944 Czesław Kopczyński ps. Gandhi wprowadził Jerzego i jego siostrę do batalionu „Parasol”. Jerzy został żołnierzem, a jego siostra łączniczką. W lipcu tego roku otrzymał przydział do Kedywu KG AK, 3 plutonu 1 kompanii batalionu AK „Parasol”. 

### Powstanie warszawskie
W powstaniu warszawskim był członkiem 3 plutonu 1 kompanii batalionu AK „Parasol” w Zgrupowaniu „Radosław” i walczył na Woli. Wraz z batalionem walczył m.in. o pałacyk Michla przy ulicy Wolskiej 40. Oprócz tego bronił cmentarzy kalwińskiego i ewangelickiego.
Od 9 sierpnia walczył na Starym Mieście. Otrzymał przydział w batalionie NOW-AK „Gustaw” w oddziale specjalnym „Juliusz”, gdzie był dowódcą sekcji łączników i butelkarzy. W tej dzielnicy uczestniczył w obronie Państwowej Wytwórni Papierów Wartościowych przy ulicy Sanguszki 1. Podczas tych walk, 24 sierpnia został ranny w głowę i stracił oko. Po przeprowadzonej operacji powrócił do swojego batalionu.
Następnie po przejściu kanałami walczył w Śródmieściu, a jego pluton został włączony do kompanii zbiorczej porucznika Wojciecha Pszczółkowskiego ps. Kostka w zgrupowaniu AK „Bartkiewicz”. Brał udział w walkach o kościół Świętego Krzyża przy Krakowskim Przedmieściu oraz na ul. Czackiego i pl. Napoleona. 23 września 1944 został odznaczony przez generała Tadeusza Komorowskiego ps. Bór Orderem Virtuti Militari V klasy, zostając najmłodszym żołnierzem AK odznaczonym tym orderem. We wrześniu 1944 został awansowany na kaprala.
Po upadku powstania wraz z batalionem AK „Gustaw” dostał się do niewoli. Od października 1944 przebywał w Stalagu XIB Fallingbostel, który został wyzwolony 17 kwietnia 1945 przez oddziały brytyjskiej 8. Armii. Jego numer jeniecki to 140343. Po wyzwoleniu pełnił służbę w Polskich Siłach Zbrojnych na Zachodzie.

### Losy powojenne
Po wojnie pozostał w Wielkiej Brytanii, gdzie został absolwentem metalurgii londyńskiej Politechniki. Otrzymał obywatelstwo brytyjskie. Pracował w Wielkiej Brytanii, USA, Kanadzie, Afryce i Szwajcarii. W 1992 przyjechał na stałe do kraju.
7 czerwca 2001 został odznaczony przez prezydenta Aleksandra Kwaśniewskiego Krzyżem Kawalerskim Orderu Odrodzenia Polski. 
Decyzją nr 497/Komb. z 11 kwietnia 2008 Minister Obrony Narodowej na wniosek Klubu Kawalerów Orderu Wojennego Virtuti Militari mianował go na stopień kapitana.
3 sierpnia 2008 podczas uroczystości obchodów 64. Rocznicy Wybuchu Powstania Warszawskiego w Parku Wolności na terenie Muzeum Powstania Warszawskiego został odznaczony przez prezydenta Lecha Kaczyńskiego Krzyżem Komandorskim Orderu Odrodzenia Polski „za wybitne zasługi dla niepodległości Rzeczypospolitej Polskiej, za działalność na rzecz środowisk kombatanckich”.
28 maja 2011 rozmawiał z prezydentem USA, Barackiem Obamą podczas spotkania z kombatantami pod Pomnikiem Nieznanego Żołnierza w Warszawie w czasie jego oficjalnej wizyty w Polsce.
Zmarł 13 grudnia 2011 na zator w szpitalu przy ul. Szaserów w Warszawie. 20 grudnia 2011 odbyły się uroczystości pogrzebowe w kościele garnizonowym przy ulicy Długiej w Warszawie. Został pochowany na cmentarzu Wojskowym na Powązkach (kwatera A12-1-2/3).

## Ordery i odznaczenia
- Krzyż Srebrny Orderu Virtuti Militari (23 września 1944)[12]
- Krzyż Komandorski Orderu Odrodzenia Polski (2008)[8]
- Krzyż Kawalerski Orderu Odrodzenia Polski (2001)[6]
- Krzyż Walecznych (6 września 1944)[12]
- Medal Wojska (trzykrotnie)
- Krzyż Partyzancki
- Warszawski Krzyż Powstańczy[13][14]
- Krzyż Armii Krajowej
- Złoty Krzyż Za zasługi dla ZHP z Rozetą z Mieczami
- Medal „Pro Memoria”
- Odznaka za Rany i Kontuzje
- Odznaka „Weteran Walk o Wolność i Niepodległość Ojczyzny”
- Złota Odznaka honorowa „Za Zasługi dla Warszawy”
- Odznaka Żołnierza Okręgu Radomsko-Kieleckiego AK
- Odznaka Batalionu AK „Parasol”
- Odznaka 1 Pułku Specjalnego
- Medal Wojny 1939–1945 (Wielka Brytania)[13]

Źródło:.

## Upamiętnienie
Jego imieniem nazwano jedną z ulic w Zielonce.

## Książki
- Magik i Lalka – książka autorstwa Marii Wiśniewskiej na podstawie relacji Jerzego Bartnika Magika.
- Pamiętaj - jesteś Polakiem  – komiks autorstwa Dariusza Rygiela i Pawła Gajzlera opowiadający o losach młodego „Magika”[16]